# Laurence Doherty
Hugh Laurence "Laurie" Doherty (8. oktober 1875 – 21. august 1919) var en britisk tennisspiller, der vandt fem Wimbledon-singletitler i træk mellem 1902 og 1906. Han vandt desuden herredoubleturneringen otte gange, ligesom han vandt US Open én gang i single og to gange i herredouble.
Doherty er lillebror til Reginald Doherty, en anden tennisspiller, som vandt fire Wimbledon-titler. De to var desuden makkere i mange af deres doubletitler.
Udover Wimbledon-titlerne vandt Doherty to OL-guldmedaljer, der begge blev sikret ved OL i Paris i år 1900, hvor han vandt i både herresingle og herredouble.

## Titler

### Wimbledon
- Herresingle
  - 1902, 1903, 1904, 1905 og 1906

- Herredouble
  - 1897, 1898, 1899, 1900, 1901, 1903, 1904 og 1905

### US Open
- Herresingle
  - 1903

- Herredouble
  - 1902 og 1903

### OL
- Herresingle
  - 1900

- Herredouble
  - 1900